# Mitre (couteau)
Pour les articles homonymes, voir Mitre (homonymie).

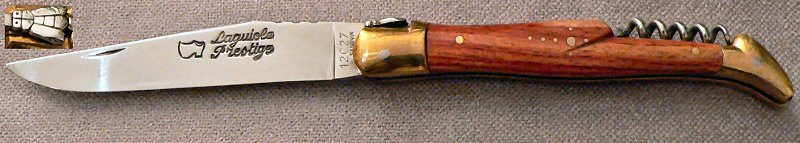
Couteau de Laguiole avec sa mitre de tête et sa mitre de pied

Les mitres d'un couteau sont les parties métalliques qui ornent les extrémités du manche. Un couteau sans mitre est un couteau de finition dite « plein manche ».
Un couteau peut avoir une mitre de tête, près de la lame, et une mitre de pied, à l'autre extrémité du manche.
Les mitres servent à protéger le couteau en cas de chute, mais elles ont surtout un rôle décoratif.